# Le Bras de la vengeance
Série Le Sabreur manchot
Un seul bras les tua tous
(1967) La Rage du tigre
(1971)
Pour plus de détails, voir Fiche technique et Distribution.
Le Bras de la vengeance (獨臂刀王, Du bei dao wang) est un film hongkongais réalisé par Chang Cheh, sorti en 1969. C'est le second volet de la trilogie Le Sabreur Manchot.

## Synopsis
Menant une vie paisible à la ferme, le manchot Fang Gang se voit proposer de participer à un tournoi d'arts martiaux par deux épéistes. Ayant promis à sa femme Xiao-man de ne plus se battre, il décline l'invitation. Mais il s'aperçoit rapidement que la proposition est un ultimatum. En effet, les organisateurs du tournoi, surnommés les "8 Rois" sont de redoutables combattants qui terrorisent la région depuis deux ans et achèvent quiconque refuse de participer à ces duels forcés. Gang décide de ne pas s'en mêler, jusqu'au jour où sa femme est enlevée...

## Fiche technique
- Titre : Le Bras de la vengeance
- Titre original : 獨臂刀王 (Du bei dao wang)
- Titre anglais : Return of the One-Armed Swordsman
- Réalisation : Chang Cheh
- Scénario : Chang Cheh
- Société de production : Shaw Brothers
- Pays d'origine : Hong Kong
- Format : Couleurs - 2,35:1 - Mono - 35 mm
- Genre : Wu xia pian
- Durée : 101 minutes
- Date de sortie :

 Hong Kong : 28 février 1969
 France : 12 mars 1975

## Distribution
- Jimmy Wang Yu : Fang Gang
- Chiao Chiao : Xiao Man
- Essie Lin Chia : Hua Niangzi
- Tien Feng : Ling Xu
- Cheng Lei : Lu Tung
- Ku Feng : Chiao Feng
- Wu Ma : Kuan Hsien
- Liu Chia-liang : Yuan Chen

## La trilogieLe Sabreur Manchot
- 1967 : Un seul bras les tua tous (Du bei dao), de Chang Cheh
- 1969 : Le Bras de la vengeance (Du bei dao wang), de Chang Cheh
- 1971 : La Rage du tigre (Xin du bi dao), de Chang Cheh